# Navegación astronómica (El ala oeste)
 ' Navegación Astronómica  ' es el decimoquinto capítulo de la Serie dramática El Ala Oeste.

## Argumento
El candidato al Tribunal Supremo Roberto Mendoza ha sido detenido en Connecticut, sospechoso de conducir ebrio. Tanto Sam como Toby deberán ir a comisaría para sacarlo del calabozo. Tardarán varias horas en llegar, producto del pésimo sentido de la orientación del primero. El juez Mendoza se negará a salir, puesto que considera que ha sido detenido por motivos racistas y quiere que se haga público. Al final, Toby convencerá al juez, exigiendo que los policías que le han arrestado se disculpen ante su mujer y su hijo.
Mientras Josh está en una conferencia con estudiantes de Políticas, explicando un Día Cualquiera en la Casa Blanca. Entre las anécdotas que relata, una desafortunada rueda de prensa que hizo como sustituto de C.J. ya que esta tenía un terrible dolor de muelas. Entre las meteduras de pata que suelta, destaca un plan secreto del presidente, y el anuncio involuntario de que este fuma a escondidas en el Air Force One.

## Premios
Ganadora
- Mejor Actriz de Reparto para Serie Dramática para Allison Janney (Premios Emmy).

## Enlaces
- Ficha en FormulaTv.
- Enlace al Imdb.
- Guía del Episodio (en inglés).

- Datos: Q5057907